# Ascidia canaliculata
Ascidia canaliculata är en sjöpungsart som beskrevs av Heller 1878. Ascidia canaliculata ingår i släktet Ascidia och familjen Ascidiidae. Inga underarter finns listade i Catalogue of Life.